# Ruellia chariessa
Ruellia chariessa är en akantusväxtart som beskrevs av Emery Clarence Leonard. Ruellia chariessa ingår i släktet Ruellia och familjen akantusväxter. Inga underarter finns listade i Catalogue of Life.